# Афанасьев, Алексей Егорович
Алексе́й Его́рович Афана́сьев (29 марта 1936 — 23 августа 2014) — советский и российский учёный в области торфа, доктор технических наук, профессор.

## Биография
Родился в селе Кузьминское Московской области. В 1960 году закончил механико-технологический факультет Московского торфяного института. Кандидат технических наук (1967); доктор технических наук (1986). Тема докторской диссертации — «Физические процессы тепломассопереноса и структурообразования в технологии торфяного производства». с 1980 — заведующий кафедрой ТиКМ РТМ Калининского политехнического института. Профессор (1987). Действительный член Петровской академии наук и искусств, Санкт-Петербург (1992). Член учёного Совета ТГТУ и Горного Научного Совета секции наук о Земле АЕН РФ; — член редколлегии научного журнала «Вестник ТГТУ»; член редколлегии информационно-аналитического журнала «Торф и Бизнес»; редактор сборников НИР кафедры ТКМ РТМ ТГТУ. Всего печатных работ 340, рукописных 95, научно-методических 36, патентов 18, выступил с 95 докладами на конференциях различного уровня (международные, всероссийские и др.). Основные публикации изданы в журналах АН СССР, РАН и др.

## Область научных интересов
Обоснование с позиций коллоидной химии и физико-химической механики, интенсивных технологий добычи и переработки торфа и сапропеля на основе оптимизации процессов сушки и взаимосвязанных с ним процессов тепломассопереноса и структурообразования при использовании композиционных материалов.

## Основные результаты научной деятельности
Создано новое научное направление в технологии торфяного производства — «Использование методов молекулярной физики в управлении качественными характеристиками различных видов торфяной продукции», позволившее заложить научные принципы регулирования, оценки и прогнозирования прочности, плотности, крошимости, водопоглощения, низкотемпературного термолиза при переработке торфа, сапропеля и другой органики на газ и других характеристик продукции на различных стадиях её производства и переработки на основе разработанной энергетической теории структурообразования различных материалов (торф, сапропель, органические и органоминеральные композиты и др.). Разработаны новые технологии добычи торфа.

## Основные труды
- Афанасьев А. Е., Чураев Н. В. Оптимизация процессов сушки и структурообразования в технологии торфяного производства. — М.: Недра, 1992. — 288 с. ISBN 978-5-247-02316-6
- Структурообразование коллоидных и капиллярно-пористых тел при сушке: Монография / А. Е. Афанасьев. — Тверь: ТГТУ, 2003. — 190 с.
- Афанасьев, А. Е. Физико-технологическое обоснование тепловых свойств торфа / А. Е. Афанасьев, Ю. Л. Ковальчук. Монография: издание первое, Тверь: издательство ТГТУ, 2009. — 171 с.